# Futbol'nyj Klub SKA-Ėnergija 2015-2016
Questa voce raccoglie le informazioni riguardanti il Futbol'nyj Klub SKA-Ėnergija nelle competizioni ufficiali della stagione 2015-2016.

## Stagione
Nella stagione 2015-2016 il FK SKA-Ėnergija ha disputato la Pervenstvo Futbol'noj Nacional'noj Ligi (PFNL), seconda serie del campionato russo di calcio, terminando il torneo al quattordicesimo posto con 49 punti conquistati in 38 giornate, frutto di 13 vittorie, 10 pareggi e 15 sconfitte. In Coppa di Russia è sceso in campo sin dal quarto turno, eliminando prima il Belogorsk e poi il Rubin Kazan', per poi essere eliminato negli ottavi di finale dall'Ufa.

## Rosa
| N. |                     | Ruolo | Calciatore           |
| -- | ------------------- | ----- | -------------------- |
| 1  | Russia (bandiera)   | P     | Renat Sokolov        |
| 2  | Russia (bandiera)   | D     | Anton Kupčin         |
| 3  | Russia (bandiera)   | D     | Ismail Ediev         |
| 5  | Russia (bandiera)   | D     | Sergej Nesterenko    |
| 6  | Russia (bandiera)   | C     | Pavel Karasëv        |
| 7  | Russia (bandiera)   | C     | Vasilij Plëtin       |
| 8  | Russia (bandiera)   | A     | Vasilij Karmazinenko |
| 10 | Russia (bandiera)   | A     | Vladislav Nikiforov  |
| 11 | Russia (bandiera)   | A     | Lasha Imedashvili    |
| 12 | Russia (bandiera)   | P     | Jurij Djupin         |
| 13 | Russia (bandiera)   | C     | Aleksandr Dimidko    |
| 15 | Lituania (bandiera) | D     | Tomas Mikuckis       |
| 18 | Russia (bandiera)   | C     | Valerij Sorokin      |
| 20 | Russia (bandiera)   | C     | Andrej Kireev        |
| 21 | Moldavia (bandiera) | A     | Serghei Alexeev      |
| 22 | Russia (bandiera)   | A     | David Gatikoev       |
| 24 | Russia (bandiera)   | C     | Sergej Vaganov       |
| 25 | Russia (bandiera)   | D     | Nikolaj Radčenko     |

| N. |                        | Ruolo | Calciatore              |
| -- | ---------------------- | ----- | ----------------------- |
| 27 | Russia (bandiera)      | A     | Konstantin Bazeljuk     |
| 28 | Georgia (bandiera)     | C     | Gocha Khojava           |
| 29 | Georgia (bandiera)     | D     | Giorgi Navalovsk'i      |
| 32 | Russia (bandiera)      | C     | Vadim Minič             |
| 33 | Russia (bandiera)      | D     | Igor' Udalyj (capitano) |
| 34 | Russia (bandiera)      | C     | Artem Voronkin          |
| 35 | Russia (bandiera)      | A     | Stanislav Prokof'ev     |
| 36 | Georgia (bandiera)     | C     | Giorgi Iluridze         |
| 37 | Russia (bandiera)      | C     | Nikita Bezlichotnov     |
| 40 | Russia (bandiera)      | C     | Adlan Katsaev           |
| 64 | Russia (bandiera)      | D     | David Ozmanov           |
| 77 | Georgia (bandiera)     | D     | Kakhaber Aladashvili    |
| 78 | Russia (bandiera)      | C     | Nikolaj Kalinskij       |
| 85 | Russia (bandiera)      | D     | Michail Popov           |
| 88 | Russia (bandiera)      | A     | Manvel Agaronyan        |
| 90 | Ucraina (bandiera)     | A     | Andrij Hajdaš           |
| 99 | Azerbaigian (bandiera) | C     | Rizvan Umarov           |

## Risultati

### Pervenstvo Futbol'noj Nacional'noj Ligi
| Vladivostok 11 luglio 2015 1ª giornata | Luč-Ėnergija | 1 – 0 referto | SKA-Ėnergija | Stadio Dinamo |

| Chabarovsk 15 luglio 2015 2ª giornata | SKA-Ėnergija | 0 – 0 referto | Torpedo Armavir |  |

| Chabarovsk 20 luglio 2015 3ª giornata | SKA-Ėnergija | 1 – 2 referto | Sokol Saratov |  |

| Nižnij Novgorod 27 luglio 2015 4ª giornata | Volga Nižnij Novgorod | 0 – 0 referto | SKA-Ėnergija | Stadio Lokomotiv |

| Chabarovsk 3 agosto 2015 5ª giornata | SKA-Ėnergija | 1 – 1 referto | Sibir' |  |

| Kaliningrad 10 agosto 2015 6ª giornata | Baltika | 1 – 0 referto | SKA-Ėnergija | Stadio Baltika |

| Chabarovsk 17 agosto 2015 7ª giornata | SKA-Ėnergija | 4 – 0 referto | KAMAZ |  |

| Mosca 23 agosto 2015 8ª giornata | Spartak-2 Mosca | 1 – 0 referto | SKA-Ėnergija |  |

| Chabarovsk 31 agosto 2015 9ª giornata | SKA-Ėnergija | 0 – 1 referto | Fakel Voronež |  |

| Irkutsk 7 settembre 2015 10ª giornata | Bajkal Irkutsk | 2 – 3 referto | SKA-Ėnergija | Trud Stadium |

| Chabarovsk 14 settembre 2015 11ª giornata | SKA-Ėnergija | 2 – 1 referto | Zenit-2 |  |

| Tula 20 settembre 2015 12ª giornata | Arsenal Tula | 1 – 0 referto | SKA-Ėnergija | Stadio Arsenal |

| Chabarovsk 28 settembre 2015 13ª giornata | SKA-Ėnergija | 0 – 1 referto | Tosno |  |

| Tomsk 4 ottobre 2015 14ª giornata | Tom' Tomsk | 2 – 0 referto | SKA-Ėnergija | Trud Stadium |

| Chabarovsk 11 ottobre 2015 15ª giornata | SKA-Ėnergija | 1 – 1 referto | Gazovik Orenburg |  |

| Jaroslavl' 15 ottobre 2015 16ª giornata | Šinnik | 2 – 1 referto | SKA-Ėnergija |  |

| Chabarovsk 19 ottobre 2015 17ª giornata | SKA-Ėnergija | 2 – 1 referto | Volgar' Astrachan' |  |

| Krasnojarsk 25 ottobre 2015 18ª giornata | Enisej | 2 – 0 referto | SKA-Ėnergija | Manež Futbol-Arena Enisej |

| Chabarovsk 1º novembre 2015 19ª giornata | SKA-Ėnergija | 1 – 0 referto | Tjumen' |  |

| Armavir 8 novembre 2015 20ª giornata | Torpedo Armavir | 0 – 2 referto | SKA-Ėnergija | Stadion Junost' |

| Saratov 15 novembre 2015 21ª giornata | Sokol Saratov | 2 – 0 referto | SKA-Ėnergija | Stadio Lokomotiv |

| Chabarovsk 21 novembre 2015 22ª giornata | SKA-Ėnergija | 1 – 1 referto | Volga Nižnij Novgorod |  |

| Novosibirsk 25 novembre 2015 23ª giornata | Sibir' | 2 – 1 referto | SKA-Ėnergija | Manež «Zarja» |

| Chabarovsk 29 novembre 2015 24ª giornata | SKA-Ėnergija | 1 – 1 referto | Baltika |  |

| Naberežnye Čelny 12 marzo 2016 25ª giornata | KAMAZ | 0 – 2 referto | SKA-Ėnergija |  |

| Chabarovsk 16 marzo 2016 26ª giornata | SKA-Ėnergija | 2 – 1 referto | Spartak-2 Mosca |  |

| Voronež 20 marzo 2016 27ª giornata | Fakel Voronež | 0 – 1 referto | SKA-Ėnergija |  |

| Chabarovsk 27 marzo 2016 28ª giornata | SKA-Ėnergija | 0 – 0 referto | Bajkal Irkutsk |  |

| San Pietroburgo 3 aprile 2016 29ª giornata | Zenit-2 | 0 – 0 referto | SKA-Ėnergija |  |

| Chabarovsk 7 aprile 2016 30ª giornata | SKA-Ėnergija | 0 – 1 referto | Arsenal Tula |  |

| Velikij Novgorod 11 aprile 2016 31ª giornata | Tosno | 3 – 2 referto | SKA-Ėnergija |  |

| Chabarovsk 18 aprile 2016 32ª giornata | SKA-Ėnergija | 1 – 0 referto | Tom' Tomsk |  |

| Orenburg 25 aprile 2016 33ª giornata | Gazovik Orenburg | 0 – 0 referto | SKA-Ėnergija | Stadio Gazovik |

| Chabarovsk 2 maggio 2016 34ª giornata | SKA-Ėnergija | 2 – 2 referto | Šinnik |  |

| Astrachan' 6 maggio 2016 35ª giornata | Volgar' Astrachan' | 0 – 1 referto | SKA-Ėnergija |  |

| Chabarovsk 10 maggio 2016 36ª giornata | SKA-Ėnergija | 0 – 2 referto | Enisej |  |

| Tjumen' 15 maggio 2016 37ª giornata | Tjumen' | 0 – 2 referto | SKA-Ėnergija | Stadio Geolog |

| Chabarovsk 21 maggio 2016 38ª giornata | SKA-Ėnergija | 2 – 0 referto | Luč-Ėnergija |  |

### Kubok Rossii
| Južno-Sachalinsk 24 agosto 2016 Quarto turno | Sachalin | 1 – 2 referto | SKA-Chabarovsk | Spartak Stadium |

| Chabarovsk 21 settembre 2016 Sedicesimi di finale | SKA-Chabarovsk | 1 – 0 referto | Spartak Mosca |  |

| Kazan' 26 ottobre 2016 Ottavi di finale | Rubin | 1 – 0 referto | SKA-Chabarovsk | Kazan Arena |

## Statistiche

### Statistiche di squadra
| Competizione | Punti | In casa | In casa | In casa | In casa | In casa | In casa | In trasferta | In trasferta | In trasferta | In trasferta | In trasferta | In trasferta | Totale | Totale | Totale | Totale | Totale | Totale | DR |
| Competizione | Punti | G       | V       | N       | P       | Gf      | Gs      | G            | V            | N            | P            | Gf           | Gs           | G      | V      | N      | P      | Gf     | Gs     | DR |
| ------------ | ----- | ------- | ------- | ------- | ------- | ------- | ------- | ------------ | ------------ | ------------ | ------------ | ------------ | ------------ | ------ | ------ | ------ | ------ | ------ | ------ | -- |
| PFNL         | 49    | 19      | 7       | 7       | 5       | 21      | 16      | 19           | 6            | 3            | 10           | 15           | 19           | 38     | 13     | 10     | 15     | 36     | 35     | +1 |
| Kubok Rossii | -     | 1       | 1       | 0       | 0       | 2       | 0       | 2            | 1            | 0            | 1            | 4            | 1            | 3      | 2      | 0      | 1      | 6      | 1      | +5 |
| Totale       | -     | 20      | 8       | 7       | 5       | 23      | 16      | 21           | 7            | 3            | 11           | 19           | 20           | 41     | 15     | 10     | 16     | 42     | 36     | +6 |